# Naiad (maan)
Naiad is een maan van Neptunus. De maan is in 1989 ontdekt door Voyager 2. Naiad is genoemd naar de nimfen uit de Griekse mythologie die geassocieerd werden met vers water zoals bronnen, putten en beekjes, de Naiaden.
Triton · Naiad · Thalassa  · Despina · Nereïde · Galatea · Larissa · Proteus · Halimede · Sao · Hippocampus · Laomedeia · Psamathe · Neso